# نوریچ (کنتیکت)
نورویچ، کنتیکت (به انگلیسی: Norwich, Connecticut) یک شهر در ایالات متحده آمریکا است که در کنتیکت واقع شده‌است.

## خصوصیات
نورویچ ۷۶٫۴ کیلومترمربع مساحت و ۴۰٬۵۰۲ نفر جمعیت دارد و ۱۷ متر بالاتر از سطح دریا واقع شده‌است.

## نگارخانه

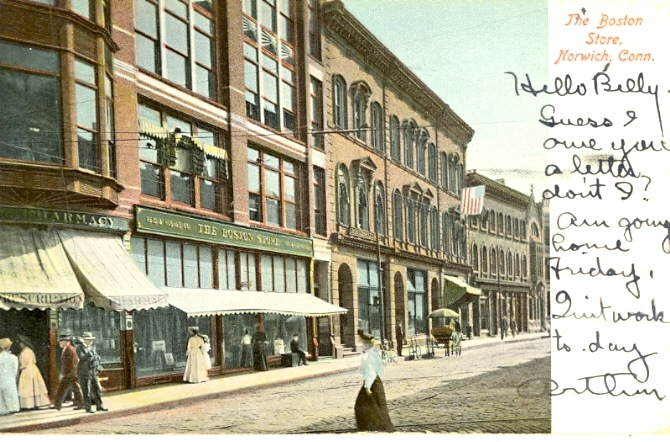
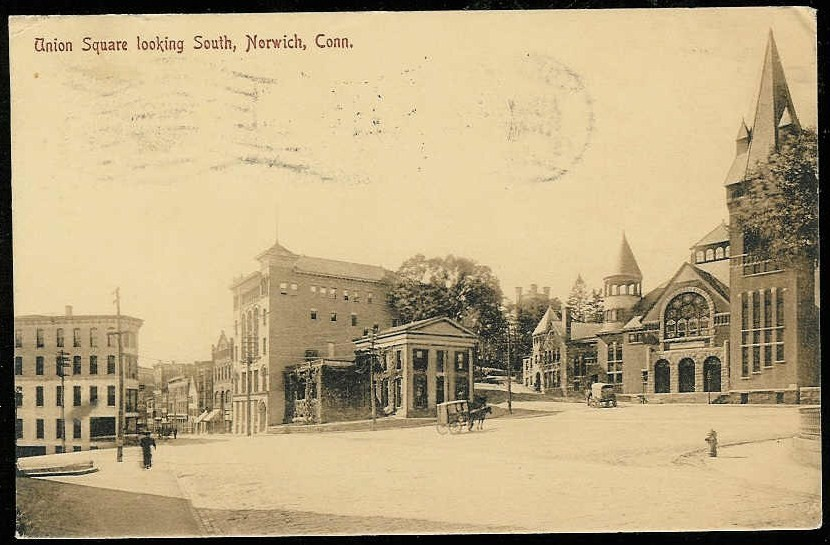